# Charlotte Forten Grimké
Charlotte Louise Bridges Forten Grimké (née le 17 août 1837 et morte le 23 juillet 1914) est une auteure, poètesse et éducatrice antiesclavagiste afro-américaine. Née dans une famille abolitionniste de Philadelphie, elle enseigne à des esclaves affranchis pendant la guerre de Sécession en Caroline du Sud. Plus tard, elle épouse Francis James Grimké, pasteur presbytérien et animateur d'une congrégation importante de Washington. Elle est la nièce des sœurs Grimké, elles-mêmes militantes abolitionnistes, et promeut les droits civils.
Ses journaux intimes, écrits avant la fin de la guerre de Sécession, sont publiés et constituent un document rare sur la vie des femmes noires libres dans le Nord, avant la guerre civile.

## Jeunesse et études
Charlotte Forten Grimké, surnommée « Lottie », nait à Philadelphie, en Pennsylvanie, fille de Mary Virginia Wood (1815-1840) et de Robert Bridges Forten (1813-1864), membres de la famille Forten-Purvis de Philadephie. Robert Forten et son beau-frère Robert Purvis sont abolitionnistes et membres du Philadelphia Vigilance Committee (« Comité de Vigilance de Philadelphie »), un réseau anti-esclavage qui rend assistance aux esclaves évadés. La mère de Forten, ses tantes paternelles Margaretta Forten, Sarah Louisa Forten Purvis et Harriet Forten Purvis, et sa grand-mère Charlotte Vandine Forten, sont toutes membres de la Philadelphia Female Anti-Slavery Society (« Société anti-esclavage de femmes de Philadelphie »). Son grand-père, le riche voilier James Forten, Sr., est lui aussi un militant pour l'égalité des droits à Philadelphie.
Bien que les Fortens soient des Noirs du Nord, la mère de Charlotte, Mary Virginia Wood est fille d'un riche planteur, James Cathcart Johnston, de Hayes Plantation, Edenton, en Caroline du Nord, et petite-fille du gouverneur Samuel Johnston de Caroline du Nord. Mary et sa mère, Edith « Edy » Wood (1795–1846), étaient esclaves du Captaine James Wood, propriétaire de l'auberge Eagle Inn and Tavern à Hertford, Perquimans County, en Caroline du Nord,.
Edy Wood et James Cathcart Johnston ont quatre filles : Mary Virginia, Caroline (1827–1836), Louisa (1828-1836), et Annie E. (1831–1879). Johnston affranchit Edy et ses enfants en 1832 et les installe à Philadelphie en 1833, où ils louent pendant deux ans une maison de Pine Street à Sarah Allen, veuve de l'évêque Richard Allen de l'église Mother Bethel A.M.E. Church de Philadelphie. L'année suivante, de 1835 à 1836, Edy Wood et ses enfants entrent en pension chez Elizabeth Willson, mère de Joseph Willson, l'auteur des Sketches of Black Upper Class Life in Antebellum Philadelphia.
À la suite du mariage de Mary Virginia Wood avec Robert B. Forten en 1836, se mère Edy rejoint la maisonnée des Forten et paye une pension à son beau-fils. Lorsque Mary Wood Forten meurt de tuberculose en 1840, Edy Wood continue à s'occuper de sa petite-fille Charlotte, aidée de la jeune tante de Charlotte, Annie Wood, qui n'a alors que six ans. Après la mort d'Edy Wood en 1846, Charlotte est élevée par divers membres de la famille Forten-Purvis, et sa tante Annie part vivre à Cassey House, où elle est adoptée par Amy Matilda Cassey,.
En 1854, Forten rejoint la maisonnée d'Amy Matilda Cassey et de son second mari, Charles Lenox Remond, à Salem, Massachusetts, où elle étudie à la Higginson Grammar School, une école privée pour jeunes filles. Elle y est la seule étudiante noire dans une classe de 200. Connue pour encourager l'indépendance de pensée, l'école donne des cours d'Histoire, de Géographie, de dessin et de cartographie, et met l'accent sur les méthodes critiques. Sortie d'Higginson, Forten entame des études de littérature et d'enseignement à la Salem Normal School, qui forme des professeurs. Forten mentionne William Shakespeare, John Milton, Margaret Fuller et William Wordsworth dans ses auteurs et autrices préférés. Elle obtient un premier poste d'enseignante à l'Eppes Grammar School de Salem, et devient ainsi la première Afro-américaine embauchée pour enseigner à des étudiants blancs dans le système d'enseignement de Salem.

## Militantisme
Forten rejoint la Salem female Anti-Slavery Society, où elle s'engage dans la levée de fonds et la constitution de coalitions politiques. Elle se révèle charismatique comme militante et comme défenseuse des Droits civiques. En 1892, Forten, Helen Appo Cook, Ida B. Bailey,  Anna J. Cooper, Mary Jane Peterson, Mary Church Terrell, et Evelyn Shaw fondent la Colored Women's League (« Ligue des femmes de couleur ») à Washington, D.C. Ce club fournit des services dans le but de promouvoir l'unité, le progrès social et les intérêts de la communauté afro-américaine.  
En 1896, Forten prend part à la fondation de la National Association of Colored Women. Elle donne de temps en temps des discours au grand public sur des questions d'abolition. De plus, elle organise des conférences d'orateurs et d'écrivains importants, comme Ralph Waldo Emerson et le Sénateur Charles Sumner. Forten est en relation avec de nombreuses figures majeures anti-esclavage, notamment William Lloyd Garrison, rédacteur en chef du journal abolitionniste The Liberator, ainsi que des orateurs et militants Wendell Phillips, Marie Weston Chapman et William Wells Brown. Forten reste active dans ces milieux militants jusqu'à sa mort.

## Carrière d'enseignante
En 1856, l'état de ses finances force Forten à prendre un poste d'enseignante à l'Epes Grammar School de Salen. Son enseignement y est bien reçu, mais après deux ans elle retourne à Philadephie, frappée par la tuberculose. A cette époque, Forten commence à écrire de la poésie, en bonne partie à thème militant. Sa poésie est publiée dans les magazines The Liberator et Anglo African.
Pendant la Guerre de Sécession, Forten est la première enseignante noire à rejoindre la mission de l'Expérience de Port Royal aux Sea Islands. L'Union autorise les Nordistes à fonder des écoles et à y enseigner aux esclaves libérés demeurés sur les îles, dont l'économie est alors consacrée à de grandes plantations de coton et de riz. Elle est la première Afro-américaine à enseigner à la Penn School (aujourd'hui le Penn Center) sur l'Île Saint Helena. L'école est à l'origine fondée pour donner une éducation aux enfants afro-américains tenus en esclavage, puis aux enfants afro-africains libérés pendant la Guerre de Sécession. Les forces de l'Union redistribuent la terre aux familles des affranchis pour qu'ils la travaillent. Forten travaille avec de nombreux affranchis et leurs enfants à Saint Helena. Pendant cette période, elle réside à la Seaside Plantation. Elle en fait le récit dans son texte « Life on the Sea Islands », publiées dans Atlantic Monthly, dans les numéros de mai et juin 1864. Forten noue une profonde amitié avec Robert Gould Shaw, commandant du 54e régiment d'infanterie du Massachusetts, entièrement constitué de Noirs, pendant la campagne des Sea Islands. Elle est présente lorsque le 54e régiment prend Fort Wagner d'assaut dans la nuit du 18 juin 1863. Shaw est tué pendant la bataille, et Forten se porte volontaire pour soigner les blessés survivants du 54e régiment.
Après la guerre, à la fin des années 1860, elle travaille au département du Trésor des États-Unis à Washington DC, à engager des enseignants. En 1872, Forten enseigne au lycée Paul Laurence Dunbar High School. L'année suivante, elle est à nouveau employée au département du Trésor.

## Vie familiale

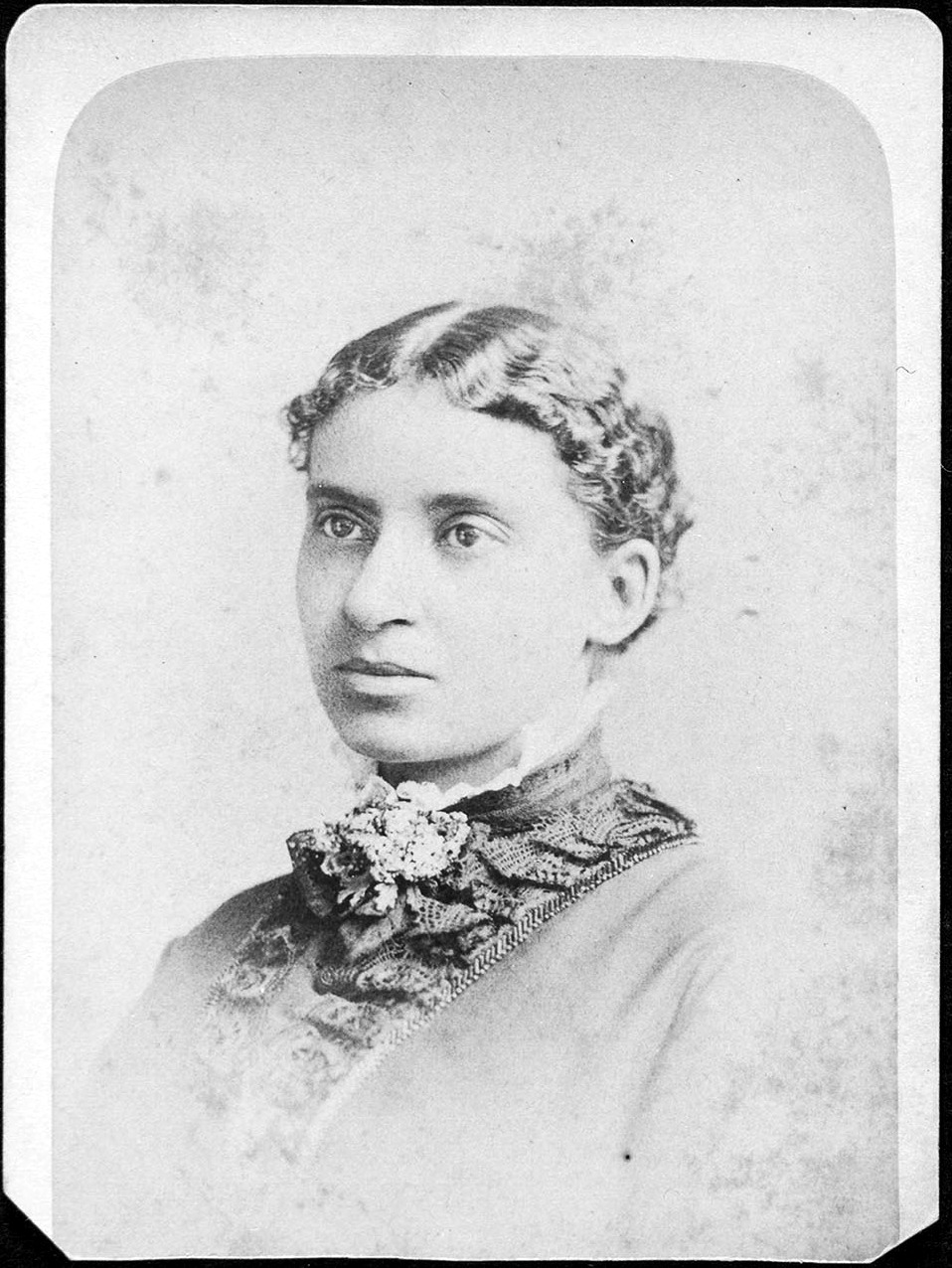
Charlotte L. Forten Grimké dans les années 1870

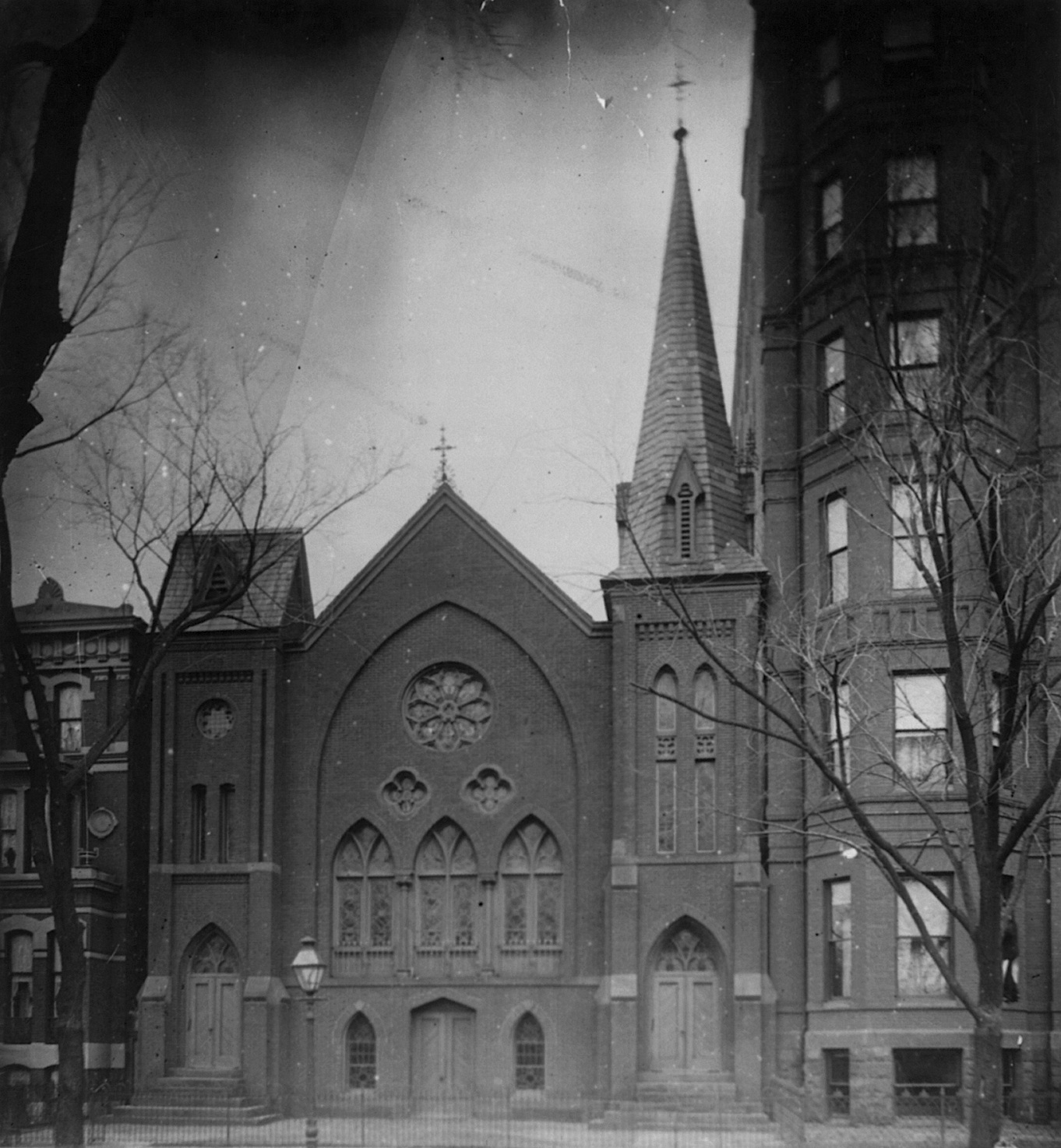
Grimké prête main-forte au sacerdoce de son mari à la Fifteenth Street Presbyterian Church de Washington, DC, montrée ici dans son état de 1899 environ.

En décembre 1878, Forten épouse le pasteur presbytérien Francis James Grimké, qui prêche à l'église Fifteenth Street Presbyterian Church à Washington, l'une des plus importantes congrégations afro-américaines. C'est le neveu métis des sœurs Sarah et Angelina Grimké, des abolitionnistes blanches de Caroline du Sud. Francis et son frère Archibald Grimké sont les fils de Henry Grimké et de Nancy Weston. Le jour de leur mariage, Forten avait 41 ans et Grimké, 28. Le 1er janvier 1880, leur fille Theodora Cornelia vient au monde. Elle meurt moins de cinq mois plus tard.
Charlotte Forten Grimké assiste sont mari dans son ministère, en l'aidant à entretenir des réseaux importants dans la communauté, y compris par la charité et l'enseignement. De nombreux membres de la congrégation sont des notables de la communauté afro-américaine de la capitale. Elle organise un groupe de femmes missionnaires, et poursuit ses efforts d'émancipation raciale.
Lorsque le frère de Francis, Archibald Grimké, est nommé consul des États-Unis en République dominicaine (1894-1898), Francis et Charlotte prennent soin de sa fille Angelina Weld Grimké, qui vient vivre avec eux. Angelina Grimké devient plus tard elle-même autrice.
Les détails de la santé et des voyages de Charlotte Forten Grimké pendant les années 1880 et 1890 sont documentés dans des lettres de Louisa M. Jacobs, fille de l'autrice et esclave évadée Harriet Ann Jacobs, récemment redécouvertes.

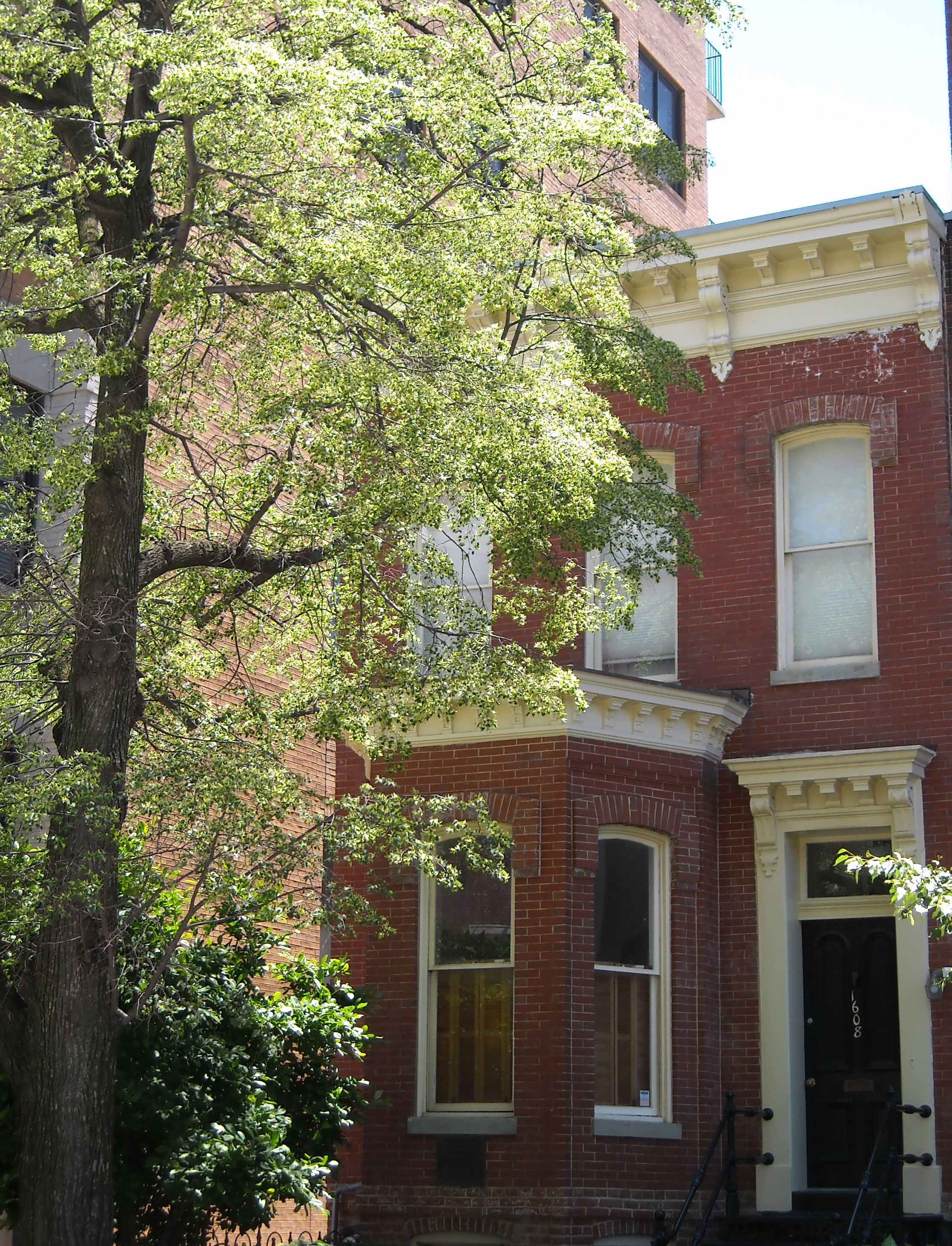
La Charlotte Forten Grimke House.

La maison de Charlotte Forten Grimke à Washington est inscrite au National Register of Historic Places.

## Écrits
Les derniers travaux littéraires de Charlotte Forten Grimké sont une réponse à un éditorial de The Evangelist, « Relations of Blacks and Whites: Is There a Color Line in New England? ». L'éditorial affirme que les Noirs ne sont pas discriminés dans la société de la Nouvelle-Angleterre. Forten Grimké répond que les Américains noirs ont réussi en dépit d'obstacles sociaux écrasants, et qu'ils ne demandent que d'être traités avec justice et respect.
Charlotte Forten Grimké tient un journal régulier jusqu'à son retour dans le Nord, après avoir fini d'enseigner en Caroline du Sud. Après son retour, les entrées s'y font moins régulières, bien qu'elle décrive la mort de sa fille et sa vie trépidente avec son mari. Ses journaux constituent un exemple rare de document qui décrive la vie d'une femme noire libre dans le Nord de l'antebellum.
Dans son entrée du 14 décembre 1862, elle fait l'une des premières mentions du blues au sens d'état d'esprit triste ou déprimé. Elle enseignait alors en Caroline du Sud et écrit qu'elle revient d'un service religieux « avec le blues » parce qu'elle « se sent très seule et s'apitoie sur elle-même ». Elle surmonte vite sa tristesse et consigne des chansons, notamment Poor Rosy, alors populaire parmi les esclaves. Forten admet ne pas pouvoir décrire la façon de la chanter, mais elle commente que ces chants « ne peuvent s'interpréter que de tout cœur et d'un esprit bouleversé ». Ces critères inspirent d'innombrables chansons de blues et peuvent décrire l'essence du Blues.